# 伊万·阿卜杜洛夫
伊万·阿卜杜洛夫（俄语：Иван Филиппович Абдулов，1922年—1943年3月11日）是二战期间蘇聯紅軍的一名狙击手。关于其最终狙杀人数，不同史料给出了不同数据，在官方授奖文件上，其击毙人数为298，但也有很多战时报纸给出过更高的估计。

## 早年
阿卜杜洛夫來自克麦罗沃州的一个农民家庭。小學畢業後，他是一家蘇聯集體農莊內的一名拖拉机司机。 

## 第二次世界大战
1941年12月加入蘇聯红军，之后奔赴前线。1942年12月4日，他因狙杀112名德意志國防軍士兵而获颁红星勋章。1943年2月的一场战斗中，他身负重伤。3月11日，在烏克蘭蘇維埃社會主義共和國柳博廷的一场戰鬥中，阿卜杜洛夫阵亡。1943年10月26日，他被追授蘇聯英雄称号。他的最终狙杀战果至今不明，颁奖文件上的记录是在防御作战中击杀298人，但没有注明其中哪些是狙杀战果，哪些是以其他方式取得的。他至少击毙了5名德方狙击手。有一前线报纸称他击毙了352名德军，另有一部出版于1996年的书称他共击杀375名德军。还有一本书称他打死了428名德軍。